# タマアセタケ
タマアセタケ（玉汗茸、学名: Inocybe sphaerospora）はアセタケ科アセタケ属の中型のキノコである。和名の「タマ」は、トゲのない類球形の胞子を持つことに由来する。食毒不明、あるいは毒キノコとされる。

## 分布・生態
日本、シンガポール、ニューギニアに分布する。日本では本州以南に分布する。
外生菌根菌。初夏から秋にかけて、ブナ科広葉樹林の地上に単独で発生する。

## 形態
子実体は傘と柄からなる。傘の径は3 - 8センチメートル (cm) 。はじめ傘は丸山形で、のちにほとんど平らに開く。傘表面は淡黄色だが、中央部は褐色を帯び、縁に向かって放射状に広がる繊維状のひび割れ模様が見られるようになり、レモン色の地肌を現す。傘裏のヒダは柄に上生して、やや密に配列し、はじめ黄色だが、胞子が成熟すると汚褐色になる。
柄は長さ3 - 8 cm、太さ5 - 13ミリメートル (mm) で太く、中実。表面は傘と同様な淡黄色で、表面に多少茶色の繊維が見られ、しばしば縦線を現し、根元は膨らむ。肉は傘、柄ともに淡黄色を帯びる。
シスチジアは厚壁。担子胞子は5.5 - 7.5 × 4.5 - 6マイクロメートル (μm) でほぼ球形、黄褐色、非アミロイド性。胞子紋は帯褐色。
有毒キノコ、あるいは食毒不明とされる。キシメジ (Tricholoma flavovirens) によく似ているが、傘表面にある茶色の繊維が肉眼で見る識別点となる。また判別のために湯で煮ると、すばやく赤色に変色する点も重要視されている。